# Кішки (фільм, 2019)
«Кішки» (англ. Cats) — англо-американський фентезіний фільм-мюзикл 2019 року, знятий режисером Томом Гупером. Адаптація мюзиклу «Коти» англійського композитора Ендрю Ллойд Веббера за мотивами збірки дитячих віршів Томаса Стернз Еліота «Котознавство від Старого Опосума». У головних ролях — Ідріс Ельба, Ієн Маккеллен і Тейлор Свіфт.
Знімальний період фільму розпочався 12 грудня 2018 року і був завершений 2 квітня 2019. Фільм вийшов на екрани 20 грудня 2019 року. В український прокат «Кішки» вийшли 26 грудня 2019 року.

## Сюжет
Дії фільму розгортаються на щорічному котячому балі. На ньому кішки зі всього світу розповідають про своє життя.

## Критика
Перший трейлер фільму вийшов 18 липня 2019 року. Він отримав здебільшого негативні відгуки, глядачам не сподобалось поєднання комп'ютерної графіки та ігрового кіно, яке використовувалося для зображення кішок. Оглядачі вважають таке поєднання прикладом ефекту «моторошної долини», відповідно до якого людиноподібні істоти викликають огиду, якщо вони виглядають і поводяться дуже схоже на людину.

## В ролях
- Ідріс Ельба
- Ієн Маккеллен
- Тейлор Свіфт
- Ребел Вілсон
- Джеймс Корден
- Джуді Денч
- Дженніфер Гадсон
- Роберт Фейрчайлд
- Ле Твінс
- Лорі Девідсон
- Джейсон Деруло
- Франческа Гейвард
- Стівен Макрей
- Ерік Андервуд